# Constantin Simionescu (scenograf)
Constantin (Costică) Simionescu (n. 19 septembrie 1926, București – d. aprilie 2004, București) a fost un arhitect și scenograf de film. A realizat decorurile pentru filme de referință ale cinematografiei românești precum Neamul Șoimăreștilor (1965), Meandre (1967), Războiul domnițelor (1969), Brigada Diverse intră în acțiune (1970), Brigada Diverse în alertă! (1971), B.D. la munte și la mare (1971), Explozia (1972), Frații Jderi (1974), Osînda (1976), Mihail, cîine de circ (1979), Masca de argint (1985), Colierul de turcoaze (1986), Totul se plătește (1987) și Noiembrie, ultimul bal (1989).

## Biografie
S-a născut la 19 septembrie 1926, în orașul București . A absolvit Institutul de Arhitectură din București în 1952, obținând diploma de arhitect cu lucrarea „Studioul de televiziune”, o noutate la acea vremea, realizată sub îndrumarea academicianului Duiliu Marcu. Profesorul său a rămas surprins atunci când a auzit că fostul său student va lucra la realizarea decorurilor pentru filme și i-a spus următoarele: „Dragul meu, arhitectul construiește pentru eternitate. Vezi marile civilizații: Egipt, Grecia, Roma, Goticul... Este adevărat, muncește mult în timp, dar ce face el rămâne. Nu-i mai puțin adevărat că scenografia de film este o artă tridimensională asemănătoare arhitecturii. La film timpul va fi mai scurt și ideea o realizezi repede, dar după filmare munca ta dispare, sau mai precis, rămâne numai pe peliculă. Tu vei avea în permanență satisfacție pentru ce ai clădit cu sârg și pasiune și tot pe atât, poate chiar mai mult, te va chinui durerea pentru ceea ce a trebuit să distrugi.”.
Constantin Simionescu a lucrat ca scenograf de film, debutând în cinematografie cu decorurile filmului Cu Marincea e altceva (1954) regizat de Gheorghe Turcu. Colaborează cu mari regizori ai epocii: cu Haralambie Boroș în Afacerea Protar (1956), cu Manole Marcus în Străzile au amintiri (1962), cu Andrei Blaier în A fost prietenul meu (1962), cu Mircea Drăgan în Neamul Șoimăreștilor (1964), Golgota (1966), seria B.D. (1970-1971), Explozia (1972) și Frații Jderi (1974), cu Mircea Săucan în Meandre (1967), cu Virgil Calotescu în Războiul domnițelor (1969) și Mastodontul (1975), cu Sergiu Nicolaescu în Osînda (1976) și Mihail, cîine de circ (1979), cu Gheorghe Vitanidis în Masca de argint (1985) și Colierul de turcoaze (1986) sau cu Ion Popescu-Gopo în Maria Mirabela în Tranzistoria (1989).
Scenografului îi plăcea să construiască decoruri care creau un efect de artificialitate voită cu care umplea spațiul natural. El a recreat atmosfera Bucureștiului de dinainte de război în Afacerea Protar (1955), atmosfera din conacele boierești (mobilă stil, obiecte etc.) în Bijuterii de familie (1958) sau un sat de coloniști de pe malul fluviului Mississippi în Aventurile lui Tom Sawyer (1968) și Moartea lui Joe Indianul (1968).
Vorbind despre munca de scenograf de film și despre satisfacțiile ei, Constantin Simionescu a afirmat următoarele: „Vreau să subliniez că ceea ce face din scenografia de film o munca pasionată, o artă, este documentarea pe care trebuie s-o întreprindă scenograful sub aspect istoric, social, cultural etc., pentru a crea veridicitatea timpului și locului în care se petrece acțiunea. În acest sens el cercetează biblioteci, muzee, locuri, construcții și tot, tot ce-i poate stimula imaginația și emoția artistică. Înarmat până în dinți cu informațiile culese, pune pe hârtie, în schițele sale, care sunt adevărate picturi, talentul și priceperea sa în efortul comun de a da viață filmului la care lucrează. [...] Dar munca și opera lui este pe deplin răsplătită numai atunci când în sala de cinema filmul rulează, și el, scenograful-spectator simte emoția puternică pe care o produce filmul asupra publicului din sală. Aș putea spune că este o răsplată dumnezeiască”. El a murit în aprilie 2004.
Profesoara Elena Saulea, care i-a dedicat un capitol în volumul Maeștri scenografi ai filmului românesc: cinci scenografi la rampă (Ed. Reu Studio, București, 2009), considera că scenograful Constantin Simionescu „aduce prin seria B.D. și prin Explozia, Frații Jderi, sau Osînda, o apropiere de cele mai noi soluții și experiențe de armonie plastică, în special prin predilecția sa pentru decorul construit, ce are un efect de o artificialitate căutată, voită, nu de puține ori în tandem cu cel natural”.

## Filmografie

### Scenograf
- Cu Marincea e ceva (1954) – în colaborare cu Națiu Goldman
- Afacerea Protar (1956) – machete, în colaborare cu Oscar Huttner
- Bijuterii de familie (1958) – în colaborare cu Alexandru Brătășanu
- Furtuna (1960)
- Nu vreau să mă însor (1961)
- Vară romantică (1961)
- Străzile au amintiri (1962)
- A fost prietenul meu (1962)
- Cinci oameni la drum (1962) – în colaborare cu Zoltan Szabo
- Neamul Șoimăreștilor (1965)
- Runda 6 (1965) – în colaborare cu Zoltan Szabo
- Golgota (1966)
- Vremea zăpezilor (1966)
- Meandre (1967)
- Amprenta (1967)
- De trei ori București (1968) – segmentul „București”
- Aventurile lui Tom Sawyer (1968) – în colaborare cu Jacques Paris
- Moartea lui Joe Indianul (1968) – în colaborare cu Jacques Paris
- Războiul domnițelor (1969)
- Brigada Diverse intră în acțiune (1970) – în colaborare cu Filip Dumitriu
- Brigada Diverse în alertă! (1971) – în colaborare cu Filip Dumitriu
- B.D. la munte și la mare (1971)
- Explozia (1972)
- Ceata (1973)
- Frații Jderi (1974)
- Un zîmbet pentru mai tîrziu (1974)
- Mastodontul (1975) – în colaborare cu Ștefan Norris
- Zile fierbinți (1975)
- Osînda (1976)
- Fair play (1977) – în colaborare cu Ștefan Marițan
- Pentru patrie (1978) – 50% din decoruri
- Mihail, cîine de circ (1979)
- O lume fără cer (1981) – în colaborare cu Liviu Popa
- Masca de argint (1985) – în colaborare cu Bob Nicolescu
- Colierul de turcoaze (1986) – în colaborare cu Bob Nicolescu
- Totul se plătește (1987)
- Maria Mirabela în Tranzistoria (1989)
- Noiembrie, ultimul bal (1989) – în colaborare cu Călin Papură și Petrică Veniamin
- Fără drept la corespondență (1990) (Moldova film, din fișa de creație a scenografului)

### Creator de costume
- Războiul domnițelor (1969)
- Mastodontul (1975) – în colaborare cu Ștefan Norris
- Fair play (1977)
- Masca de argint (1985) – în colaborare cu Bob Nicolescu
- Colierul de turcoaze (1986) – în colaborare cu Bob Nicolescu
- Totul se plătește (1987)
- Maria Mirabela în Tranzistoria (1989)